# Duathlon aux Jeux mondiaux de 2022
Navigation
Cali 2013
Les épreuves de duathlon des Jeux mondiaux de 2022 ont lieu le 16 et 17 juillet 2022 au Railroad Park (en) de Birmingham.
C'est la seconde apparition de la discipline aux jeux mondiaux, après avoir été un sport invité lors de l'édition 2013.

## Organisation
La compétition individuelle s'établit sur la distance standard (course de 10 km, vélo de 40 km, course de 5 km).
L'épreuve de relais mixte s'établit sur la distance super sprint avec comme ordre de passage, femme, homme, femme, homme.
Plusieurs moyens permettent de se qualifier :
- vingt places sont attribuées à l'issue des championnats continentaux (les quatre meilleures des cinq divisions continentales) considérant les épreuves ayant lieu entre le 1er mai 2021 et le 15 mars 2022 ;
- les dix premiers finalistes du World Triathlon Duathlon 2021 (distance standard élite) ;
- cinq places issues du classement mondial établit au 15 mars 2022 si les compétiteurs n'ont pas déjà été sélectionnés ;
- deux places sont réservées aux pays hôtes ;
- trois places sur invitation.

Un pays ne peut envoyer plus de trois athlètes par sexe. Tous les athlètes sont éligibles pour les épreuves de relais mixtes 2 × 2, sous réserve d'avoir un athlète qualifié du sexe opposé de la même fédération. Si une fédération a au moins deux femmes et deux hommes qualifiés, celle-ci est éligible pour avoir une seconde équipe. Au cas où une fédération nationale aurait au moins trois femmes et trois hommes qualifiés, celle-ci est éligible pour avoir une troisième équipe.
| Hommes | Femmes | Relais |
| --- | --- | --- |
| - Krzysztof Hadas - Moussa Karich - Benjamin Choquert - Nathan Guerbeur - Maxime Hueber-Moosbrugger - Carlos Javier Quinchara Forero - Valentin Gutknecht - Michael Ott - Andrea Alagona - Dylan Kruger - Jonathan Benjamin - James Mwaura Mbugua - Brian Moya - David Guete - Angelo Vandecasteele - Vincent Bierinckx - Arnaud Dely - Hosseini Seyedmohammad - Fumiya Tanaka - Saud Alzaabi - Matt Smith - Samuel Mileham - Mohammad Hossein Tayebi - Gabriel Ambuko Ambeba - Eddy Odhiambo Onyango - Nabil Kouzkouz - John Chicano - Faris Alzaabi - Franco Forestier - Albert Harrison - Gregori Abran Ibarra Guerra - Marvin Francisco Blanco Bompart - Alex Arman - Daan De Groot - Thomas Cremers - Joey Van't Verlaat - Fernando Jos Casares Tan - Victor Emmanuel Zambrano Gonzalez - Jose Isaac Valencia Villaverde | - Marion Iim Mangrobang - Kareena Othman - Nikola Corbova - Sandrina Illes - Marta Lagownik - Merle Brunnee - Zahra Reisi Ardali - Garance Blaut - Marion Legrand - Joselyn Brea - Edymar Brea - Ai Ueda - Diana Gal - Anna Zehnder - Melanie Maurer - Evalyne Mwenda - Maria Carolina Velasquez Soto - Lotte Claes - Laura Swannet - Maurine Ricour - Hadis Nasr Zadani - Antoanela Manac - Basmla Elsalamoney - Merna Atef - Ganna Hussien - Kari Giles - Deanna Newman - Aleisha Wesley - Diede Diederiks - Ann Schoot Uiterkamp - Karin Nieuwenhuijsen - Natalie Ann Sterk - Guadalupe Aguilar - Luisa Daniela Baca Vargas | - Philippines - États-Unis - États-Unis - Pologne - Iran - Iran - Australie - Belgique - Belgique - Belgique - Colombie - France - France - Japon - Kenya - Mexique - Mexique - Pays-Bas - Pays-Bas - Pays-Bas - Suisse - Suisse - Venezuela - Venezuela - Afrique du Sud |

## Compétition

### Hommes
| Rang               | Athlète                   | Course 1 (10 km) | T1      | Vélo (40 km)   | T2        | Course 2 (5 km) | Total           | Écart        |
| ------------------ | ------------------------- | ---------------- | ------- | -------------- | --------- | --------------- | --------------- | ------------ |
| Médaille d'or      | Maxime Hueber-Moosbrugger | 30 min 36 s      | 15 s    | 1 h 0 min 47 s | 20 s      | 15 min 59 s     | 1 h 47 min 57 s | -            |
| Médaille d'argent  | Benjamin Choquert         | 30 min 27 s      | 19 s    | 1 h 1 min 29 s | 17 s      | 15 min 48 s     | 1 h 48 min 20 s | +23 s        |
| Médaille de bronze | Victor Zambrano           | 30 min 23 s      | 18 s    | 1 h 1 min 38 s | 28 s      | 16 min 9 s      | 1 h 48 min 56 s | +59 s 1      |
| 4                  | Angelo Vandecasteele      | 30 min 48 s      | 15 s    | 1 h 1 min 11 s | 19 s      | 16 min 31 s     | 1 h 49 min 4 s  | +1 min 7 s   |
| 5                  | Arnaud Dely               | 30 min 36 s      | 17 s    | 1 h 1 min 23 s | 26 s      | 16 min 50 s     | 1 h 49 min 32 s | +1 min 35 s  |
| 6                  | Vincent Bierinckx         | 30 min 35 s      | 17 s    | 1 h 1 min 4 s  | 30 s      | 17 min 46 s     | 1 h 50 min 12 s | +2 min 15 s  |
| 7                  | Nathan Guerbeur           | 30 min 36 s      | 21 s    | 1 h 0 min 42 s | 21 s      | 18 min 45 s     | 1 h 50 min 45 s | +2 min 48 s  |
| 8                  | Sam Mileham               | 31 min 21 s      | 20 s    | 1 h 2 min 35 s | 21 s      | 17 min 43 s     | 1 h 52 min 20 s | +4 min 23 s  |
| 9                  | Michael Ott               | 31 min 54 s      | 20 s    | 1 h 2 min 3 s  | 22 s      | 17 min 49 s     | 1 h 52 min 28 s | +4 min 31 s  |
| 10                 | Isaac Valencia            | 31 min 51 s      | 22 s    | 1 h 2 min 5 s  | 24 s      | 17 min 52 s     | 1 h 52 min 34 s | +4 min 37 s  |
| 11                 | Fumiya Tanaka             | 31 min 50 s      | 19 s    | 1 h 2 min 10 s | 21 s      | 18 min 15 s     | 1 h 52 min 55 s | +4 min 58 s  |
| 12                 | Matt Smith                | 31 min 44 s      | 24 s    | 1 h 2 min 12 s | 26 s      | 18 min 35 s     | 1 h 53 min 21 s | +5 min 24 s  |
| 13                 | Nabil Kouzkouz            | 31 min 34 s      | 17 s    | 1 h 2 min 25 s | 23 s      | 18 min 49 s     | 1 h 53 min 28 s | +5 min 31 s  |
| 14                 | Fer Casares               | 33 min 1 s       | 20 s    | 1 h 2 min 40 s | 23 s      | 17 min 33 s     | 1 h 53 min 57 s | +6 min       |
| 15                 | Thomas Cremers            | 33 min 1 s       | 21 s    | 1 h 2 min 40 s | 25 s      | 18 min 54 s     | 1 h 55 min 21 s | +7 min 24 s  |
| 16                 | Franco Forestier          | 32 min 15 s      | 25 s    | 1 h 4 min 50 s | 25 s      | 17 min 48 s     | 1 h 55 min 43 s | +7 min 46 s  |
| 17                 | Brian Moya Manrique       | 32 min 6 s       | 17 s    | 1 h 1 min 56 s | 25 s      | 21 min 17 s     | 1 h 56 min 1 s  | +8 min 4 s   |
| 18                 | Joey van T'Verlaat        | 33 min 15 s      | 20 s    | 1 h 2 min 25 s | 22 s      | 20 min 7 s      | 1 h 56 min 29 s | +8 min 32 s  |
| 19                 | Dylan Kruger              | 33 min 27 s      | 24 s    | 1 h 3 min 18 s | 26 s      | 19 min 2 s      | 1 h 56 min 37 s | +8 min 40 s  |
| 20                 | Albert Harrison           | 33 min 59 s      | 24 s    | 1 h 3 min 6 s  | 29 s      | 19 min 27 s     | 1 h 57 min 25 s | +9 min 28 s  |
| 21                 | Saud Alzaabi              | 33 min 29 s      | 21 s    | 1 h 3 min 40 s | 24 s      | 19 min 39 s     | 1 h 57 min 33 s | +9 min 36 s  |
| 22                 | Jonathan Benjamin         | 33 min 1 s       | 18 s    | 1 h 4 min 10 s | 22 s      | 20 min 5 s      | 1 h 57 min 56 s | +9 min 59 s  |
| 23                 | Carlos Quinchara Forero   | 33 min 1 s       | 22 s    | 1 h 3 min 1 s  | 26 s      | 25 min 23 s     | 2 h 2 min 13 s  | +14 min 16 s |
| 24                 | Ibarra Gregori            | 33 min           | 20 s    | 1 h 9 min 9 s  | 1 min 4 s | 18 min 47 s     | 2 h 2 min 20 s  | +14 min 23 s |
| 25                 | Alex Arman                | 35 min 52 s      | 18 s    | 1 h 5 min 19 s | 23 s      | 24 min 7 s      | 2 h 5 min 59 s  | +18 min 2 s  |
| 26                 | Valentin Gutknecht        | 35 min 38 s      | 23 s    | 1 h 4 min 48 s | 32 s      | 27 min 35 s     | 2 h 8 min 56 s  | +20 min 59 s |
| -                  | Moussa Karich             | 30 min 54 s      | Abandon | Abandon        | Abandon   | Abandon         | Abandon         | Abandon      |
| -                  | Faris Alzaabi             | 35 min 50 s      | Abandon | Abandon        | Abandon   | Abandon         | Abandon         | Abandon      |

### Femmes
| Rang               | Athlète              | Course 1 (10 km) | T1              | Vélo (40 km)    | T2              | Course 2 (5 km) | Total           | Écart           |
| ------------------ | -------------------- | ---------------- | --------------- | --------------- | --------------- | --------------- | --------------- | --------------- |
| Médaille d'or      | Maurine Ricour       | 34 min 37 s      | 21 s            | 1 h 8 min 47 s  | 20 s            | 17 min 33 s     | 2 h 1 min 38 s  | -               |
| Médaille d'argent  | Ai Ueda              | 34 h 36          | 17 s            | 1 h 8 min 51 s  | 23 s            | 17 min 51 s     | 2 h 1 min 58 s  | +20 s           |
| Médaille de bronze | Joselyn Brea         | 34 min 36 s      | 19 s            | 1 h 8 min 50 s  | 22 s            | 18 min 36 s     | 2 h 2 min 42 s  | +1 min 4 s      |
| 4                  | Marion Legrand       | 34 s 36          | 19 s            | 1 h 8 min 50 s  | 21 s            | 18 min 52 s     | 2 h 2 min 58 s  | +1 min 20 s     |
| 5                  | Sandrina Illes       | 34 min 37 s      | 22 s            | 1 h 8 min 46 s  | 28 s            | 19 min 36 s     | 2 h 3 min 49 s  | +2 min 11 s     |
| 6                  | Edymar Brea          | 34 s 36          | 19 s            | 1 h 7 min 39 s  | 24 s            | 22 min 10 s     | 2 h 5 min 8 s   | +3 min 30 s     |
| 7                  | Diede Diederiks      | 37 min 41 s      | 22 s            | 1 h 8 min 24 s  | 20 s            | 20 min 37 s     | 2 h 7 min 2 s   | +5 min 24 s     |
| 8                  | Natalie Sterk        | 36 min 23 s      | 26 s            | 1 h 13 min 48 s | 29 s            | 20 min 10 s     | 2 h 11 min 16 s | +9 min 38 s     |
| 9                  | Aleisha Wesley       | 40 min 30 s      | 22 s            | 1 h 12 min 50 s | 23 s            | 24 min 55 s     | 2 h 19          | +17 min 22 s    |
| -                  | Karina Othman        | 40 min 11 s      | 28 s            | Abandon         | Abandon         | Abandon         | Abandon         | Abandon         |
| -                  | Kari Giles           | 44 min 12 s      | 29 s            | Concède un tour | Concède un tour | Concède un tour | Concède un tour | Concède un tour |
| -                  | Gal Diana            | Concède un tour  | Concède un tour | Concède un tour | Concède un tour | Concède un tour | Concède un tour | Concède un tour |
| -                  | Karin Nieuwenhuijsen | Disqualifiées    | Disqualifiées   | Disqualifiées   | Disqualifiées   | Disqualifiées   | Disqualifiées   | Disqualifiées   |
| -                  | Jazmin Aguilar       | Disqualifiées    | Disqualifiées   | Disqualifiées   | Disqualifiées   | Disqualifiées   | Disqualifiées   | Disqualifiées   |
| -                  | Garance Blaut        | Disqualifiées    | Disqualifiées   | Disqualifiées   | Disqualifiées   | Disqualifiées   | Disqualifiées   | Disqualifiées   |
| -                  | Merle Brunnee        | Disqualifiées    | Disqualifiées   | Disqualifiées   | Disqualifiées   | Disqualifiées   | Disqualifiées   | Disqualifiées   |
| -                  | Nikola Corbova       | Disqualifiées    | Disqualifiées   | Disqualifiées   | Disqualifiées   | Disqualifiées   | Disqualifiées   | Disqualifiées   |
| -                  | Kim Mangrobang       | Disqualifiées    | Disqualifiées   | Disqualifiées   | Disqualifiées   | Disqualifiées   | Disqualifiées   | Disqualifiées   |
| -                  | Luisa Baca           | Disqualifiées    | Disqualifiées   | Disqualifiées   | Disqualifiées   | Disqualifiées   | Disqualifiées   | Disqualifiées   |
| -                  | Laura Swannet        | Disqualifiées    | Disqualifiées   | Disqualifiées   | Disqualifiées   | Disqualifiées   | Disqualifiées   | Disqualifiées   |
| -                  | Lotte Claes          | Disqualifiées    | Disqualifiées   | Disqualifiées   | Disqualifiées   | Disqualifiées   | Disqualifiées   | Disqualifiées   |
| -                  | Antoanela Manac      | Disqualifiées    | Disqualifiées   | Disqualifiées   | Disqualifiées   | Disqualifiées   | Disqualifiées   | Disqualifiées   |
| -                  | Deanna Newman        | Disqualifiées    | Disqualifiées   | Disqualifiées   | Disqualifiées   | Disqualifiées   | Disqualifiées   | Disqualifiées   |
| -                  | Ann Schoot Uiterkamp | Disqualifiées    | Disqualifiées   | Disqualifiées   | Disqualifiées   | Disqualifiées   | Disqualifiées   | Disqualifiées   |

### Relais mixte
| Rang               | Pays           | Athlète                   | Genre | Course 1     | T1           | Vélo         | T2           | Course 2     | Total (athlète) | Total global    |
| ------------------ | -------------- | ------------------------- | ----- | ------------ | ------------ | ------------ | ------------ | ------------ | --------------- | --------------- |
| Médaille d'or      | France         | Maxime Hueber-Moosbrugger |       | 5 min 33 s   | 15 s         | 9 min 1 s    | 16 s         | 2 min 21 s   | 17 min 26 s     | 1 h 18 min 25 s |
| Médaille d'or      | France         | Marion Legrand            |       | 6 min 53 s   | 17 s         | 10 min 20 s  | 19 s         | 2 min 45 s   | 20 min 34 s     | 1 h 18 min 25 s |
| Médaille d'or      | France         | Maxime Hueber-Moosbrugger |       | 6 min 10 s   | 16 s         | 9 min 14 s   | 16 s         | 2 min 27 s   | 18 min 23 s     | 1 h 18 min 25 s |
| Médaille d'or      | France         | Marion Legrand            |       | 7 min 4 s    | 17 s         | 10 min 25 s  | 20 s         | 3 min 56 s   | 22 min 2 s      | 1 h 18 min 25 s |
| Médaille d'argent  | Belgique       | Arnaud Dely               |       | 5 min 33 s   | 17 s         | 9 min        | 18 s         | 2 min 19 s   | 17 min 27 s     | 1 h 19 min 25 s |
| Médaille d'argent  | Belgique       | Maurine Ricour            |       | 6 min 52 s   | 18 s         | 10 min 20 s  | 21 s         | 2 min 45 s   | 20 min 34 s     | 1 h 19 min 25 s |
| Médaille d'argent  | Belgique       | Arnaud Dely               |       | 6 min 16 s   | 20 s         | 9 min 26 s   | 20 s         | 2 min 27 s   | 18 min 23 s     | 1 h 19 min 25 s |
| Médaille d'argent  | Belgique       | Maurine Ricour            |       | 7 min 10 s   | 18 s         | 10 min 47 s  | 19 s         | 3 min 56 s   | 22 min 2 s      | 1 h 19 min 25 s |
| Médaille de bronze | France         | Nathan Guerbeur           |       | 5 min 34 s   | 15 s         | 8 min 59 s   | 17 s         | 2 min 22 s   | 17 min 27 s     | 1 h 19 min 43 s |
| Médaille de bronze | France         | Garance Blaut             |       | 7 min 2 s    | 22 s         | 10 min 40 s  | 21 s         | 2 min 52 s   | 21 min 17 s     | 1 h 19 min 43 s |
| Médaille de bronze | France         | Nathan Guerbeur           |       | 6 min 21 s   | 15 s         | 9 min 11 s   | 18 s         | 2 min 30 s   | 18 min 35 s     | 1 h 19 min 43 s |
| Médaille de bronze | France         | Garance Blaut             |       | 7 min 8 s    | 20 s         | 10 min 39 s  | 24 s         | 3 min 53 s   | 22 min 45 s     | 1 h 19 min 43 s |
| 4                  | Belgique       | Vincent Bierinckx         |       | 5 min 34 s   | 18 s         | 8 min 57 s   | 18 s         | 2 min 28 s   | 17 min 35 s     | 1 h 20          |
| 4                  | Belgique       | Lotte Claes               |       | 7 min 28 s   | 19 s         | 10 min 10 s  | 17 s         | 2 min 57 s   | 21 min 11 s     | 1 h 20          |
| 4                  | Belgique       | Vincent Bierinckx         |       | 6 min 20 s   | 20 s         | 9 min 15 s   | 19 s         | 2 min 34 s   | 18 min 48 s     | 1 h 20          |
| 4                  | Belgique       | Lotte Claes               |       | 7 min 31 s   | 18 s         | 10 min 21 s  | 16 s         | 4 min        | 22 min 26 s     | 1 h 20          |
| 5                  | Pays-Bas       | Thomas Cremers            |       | 5 min 35 s   | 17 s         | 9 min 43 s   | 21 s         | 2 min 34 s   | 18 min 30 s     | 1 h 21 min 30 s |
| 5                  | Pays-Bas       | Ann Schoot Uiterkamp      |       | 7 min 2 s    | 19 s         | 10 min 32 s  | 20 s         | 3 min 7 s    | 21 min 20 s     | 1 h 21 min 30 s |
| 5                  | Pays-Bas       | Thomas Cremers            |       | 6 min 46 s   | 17 s         | 9 min 31 s   | 20 s         | 2 min 26 s   | 19 min 20 s     | 1 h 21 min 30 s |
| 5                  | Pays-Bas       | Ann Schoot Uiterkamp      |       | 7 min 22 s   | 19 s         | 10 min 22 s  | 22 s         | 3 min 55 s   | 22 min 20 s     | 1 h 21 min 30 s |
| 6                  | Pays-Bas       | Joey van 'T Verlaat       |       | 5 min 37 s   | 16 s         | 9 min 42 s   | 14 s         | 2 min 57 s   | 18 min 46 s     | 1 h 21 min 37 s |
| 6                  | Pays-Bas       | Diede Diederiks           |       | 7 min 15 s   | 17 s         | 10 min 6 s   | 15 s         | 3 min 3 s    | 20 min 56 s     | 1 h 21 min 37 s |
| 6                  | Pays-Bas       | Joey van 'T Verlaat       |       | 6 min 40 s   | 16 s         | 9 min 46 s   | 14 s         | 2 min 36 s   | 19 min 32 s     | 1 h 21 min 37 s |
| 6                  | Pays-Bas       | Diede Diederiks           |       | 7 min 28 s   | 17 s         | 10 min 15 s  | 16 s         | 4 min 7 s    | 22 min 23 s     | 1 h 21 min 37 s |
| 7                  | Japon          | Fumiya Tanaka             |       | 5 min 48 s   | 17 s         | 10 min 4 s   | 14 s         | 2 min 45 s   | 19 min 8 s      | 1 h 22 min 42 s |
| 7                  | Japon          | Ai Ueda                   |       | 7 min 3 s    | 17 s         | 10 min 50 s  | 22 s         | 2 min 46 s   | 21 min 18 s     | 1 h 22 min 42 s |
| 7                  | Japon          | Fumiya Tanaka             |       | 6 min 55 s   | 17 s         | 9 min 50 s   | 15 s         | 2 min 46 s   | 20 min 3 s      | 1 h 22 min 42 s |
| 7                  | Japon          | Ai Ueda                   |       | 7 min 23 s   | 18 s         | 10 min 26 s  | 20 s         | 3 min 46 s   | 22 min 13 s     | 1 h 22 min 42 s |
| 8                  | Mexique        | Victor Zambrano           |       | 5 min 33 s   | 20 s         | 9 min 44 s   | 24 s         | 2 min 44 s   | 18 min 45 s     | 1 h 22 min 45 s |
| 8                  | Mexique        | Luisa Baca                |       | 6 min 55 s   | 18 s         | 11 min 21 s  | 20 s         | 2 min 50 s   | 21 min 44 s     | 1 h 22 min 45 s |
| 8                  | Mexique        | Victor Zambrano           |       | 6 min 33 s   | 20 s         | 10 min 5 s   | 22 s         | 2 min 26 s   | 19 min 46 s     | 1 h 22 min 45 s |
| 8                  | Mexique        | Luisa Baca                |       | 7 min 1 s    | 18 s         | 11 min 4 s   | 20 s         | 3 min 47 s   | 22 min 30 s     | 1 h 22 min 45 s |
| 9                  | Mexique        | Isaac Valencia            |       | 5 min 48 s   | 16 s         | 10 min 5 s   | 19 s         | 2 min 37 s   | 19 min 5 s      | 1 h 22 min 52 s |
| 9                  | Mexique        | Jazmin Aguilar            |       | 7 min 4 s    | 18 s         | 10 min 50 s  | 24 s         | 2 min 45 s   | 21 min 21 s     | 1 h 22 min 52 s |
| 9                  | Mexique        | Isaac Valencia            |       | 6 min 42 s   | NC           | 10 min 19 s  | 20 s         | 2 min 38 s   | 19 min 59 s     | 1 h 22 min 52 s |
| 9                  | Mexique        | Jazmin Aguilar            |       | 7 min 7 s    | 16 s         | 10 min 49 s  | 22 s         | 3 min 53 s   | 22 min 37 s     | 1 h 22 min 52 s |
| 10                 | Philippines    | Fer Casares               |       | 5 min 41 s   | 18 s         | 9 min 37 s   | 19 s         | 2 min 36 s   | 18 min 31 s     | 1 h 23 min 20 s |
| 10                 | Philippines    | Kim Mangrobang            |       | 7 min 32 s   | 17 s         | 10 min 57 s  | 20 s         | 3 min 3 s    | 22 min 9 s      | 1 h 23 min 20 s |
| 10                 | Philippines    | Fer Casares               |       | 6 min 46 s   | 17 s         | 9 min 43 s   | 21 s         | 2 min 28 s   | 19 min 35 s     | 1 h 23 min 20 s |
| 10                 | Philippines    | Kim Mangrobang            |       | 7 min 38 s   | 17 s         | 10 min 27 s  | 22 s         | 4 min 21 s   | 23 min 5 s      | 1 h 23 min 20 s |
| 11                 | Australie      | Sam Mileham               |       | 5 min 34 s   | 15 s         | 8 min 57 s   | 19 s         | 2 min 42 s   | 17 min 47 s     | 1 h 23 min 44 s |
| 11                 | Australie      | Aleisha Wesley            |       | 7 min 42 s   | 19 s         | 10 min 34 s  | 21 s         | 3 min 13 s   | 22 min 9 s      | 1 h 23 min 44 s |
| 11                 | Australie      | Sam Mileham               |       | 6 min 39 s   | 22 s         | 9 min 38 s   | 22 s         | 2 min 38 s   | 19 min 29 s     | 1 h 23 min 44 s |
| 11                 | Australie      | Aleisha Wesley            |       | 8 min 13 s   | 18 s         | 10 min 41 s  | 23 s         | 4 min 44 s   | 24 min 19 s     | 1 h 23 min 44 s |
| 12                 | Afrique du Sud | Dylan Kruger              |       | 5 min 50 s   | 21 s         | 9 min 43 s   | 23 s         | 2 min 50 s   | 19 min 7 s      | 1 h 27 min 53 s |
| 12                 | Afrique du Sud | Natalie Sterk             |       | 7 min 30 s   | 29 s         | 11 min 57 s  | 29 s         | 3 min 5 s    | 23 min 30 s     | 1 h 27 min 53 s |
| 12                 | Afrique du Sud | Dylan Kruger              |       | 6 min 47 s   | 24 s         | 9 min 42 s   | 23 s         | 2 min 38 s   | 19 min 54 s     | 1 h 27 min 53 s |
| 12                 | Afrique du Sud | Natalie Sterk             |       | 7 min 58 s   | 30 s         | 12 min 10 s  | 30 s         | 4 min 14 s   | 25 min 22 s     | 1 h 27 min 53 s |
| -                  | États-Unis     | Alex Arman                |       | Disqualifiés | Disqualifiés | Disqualifiés | Disqualifiés | Disqualifiés | Disqualifiés    | Disqualifiés    |
| -                  | États-Unis     | Deanna Newman             |       | Disqualifiés | Disqualifiés | Disqualifiés | Disqualifiés | Disqualifiés | Disqualifiés    | Disqualifiés    |
| -                  | États-Unis     | Alex Arman                |       | Disqualifiés | Disqualifiés | Disqualifiés | Disqualifiés | Disqualifiés | Disqualifiés    | Disqualifiés    |
| -                  | États-Unis     | Deanna Newman             |       | Disqualifiés | Disqualifiés | Disqualifiés | Disqualifiés | Disqualifiés | Disqualifiés    | Disqualifiés    |

## Médaillés
| Épreuves     | Or                                                 | Argent                                 | Bronze                                       |
| ------------ | -------------------------------------------------- | -------------------------------------- | -------------------------------------------- |
| Hommes       | Maxime Hueber-Moosbrugger                          | Benjamin Choquert                      | Victor Emmanuel Zambrano Gonzalez            |
| Femmes       | Maurine Ricour                                     | Ai Ueda                                | Joselyn Brea                                 |
| Relais mixte | France- Maxime Hueber-Moosbrugger - Marion Legrand | Belgique- Arnaud Dely - Maurine Ricour | France- Nathan Guerbeur - Garance Blaut (es) |

## Tableau des médailles
| Rang  | Nation    | Or | Argent | Bronze | Total |
| ----- | --------- | -- | ------ | ------ | ----- |
| 1     | France    | 2  | 1      | 1      | 4     |
| 2     | Belgique  | 1  | 1      | 0      | 2     |
| 3     | Japon     | 0  | 1      | 0      | 1     |
| 4     | Mexique   | 0  | 0      | 1      | 1     |
| 4     | Venezuela | 0  | 0      | 1      | 1     |
| Total | Total     | 3  | 3      | 3      | 9     |